# Гросс, Ян Томаш
Ян Томаш Гросс (пол. Jan Tomasz Gross; род. 1 августа 1947, Варшава) — американский историк, социолог и политолог польского происхождения.

## Биография
Родился и воспитывался в секуляризованной семье с католическими и еврейскими корнями, и с левыми политическими взглядами. Отец Зигмунд Гросс был членом Польской социалистической партии, мать Ханна Гросс (урожд. Шуманска) состояла в Армии Крайовой, потеряла своего первого мужа-еврея, выданного нацистам соседом, но спасла от гибели несколько других людей.
Изучал физику в Варшавском университете. За участие в студенческих волнениях марта 1968 года был исключён из университета и пять месяцев провел в заключении. На фоне антисемитской кампании польских властей в 1969 году эмигрировал в США вместе с семьёй.
В 1975 году защитил докторскую диссертацию по социологии в Йельском университете. Там же до 1984 года преподавал социальные науки и советологию в должности ассистент-профессора.
- 1984—1992 — профессор социологии в университете Эмори;
- 1992—2003 — профессор политологии и европейских исследования в Нью-Йоркском университете;
- с 2003 года профессор Новой истории Принстонском университета, специализация — история Второй мировой войны.
- профессор Гарвардского, Стэнфордского, Беркли, и Колумбийского университетов. Гросс также является профессором университетов Парижа, Вены, Кракова и Тель-Авива.
- старший научный сотрудник (Senior Research Fellow) в Программе Фулбрайта, также научный сотрудник мемориального фонда Джона Гуггенхайма, а также Фонда Рокфеллера.
- в 1994—1998 годах Гросс был шеф-редактором журнала East European Politics and Societies, позже стал сооснователем ежеквартальника Aneks. Наиболее существенными трудами Гросса считаются в первую очередь его публикации, посвященные истории Польши периода Второй мировой войны.

За вклад во взаимопонимание между Польшей и другими странами и народами Гроссу в 1996 году был присуждён Орден Заслуг перед Республикой Польша.

## Научный вклад
Занимается исследованиями истории Второй мировой войны и Холокоста в Польше. В этом качестве на достаточно высоком интеллектуальном уровне сделал открытия, потрясшие современное польское общество, которое в коллективной памяти до недавнего времени представляло себя только в качестве жертвы последовавших одна за другой немецкой и советской оккупаций. Ян Гросс выявил достоверные факты массового убийства еврейского населения Польши простыми поляками и без участия немцев.
Ставшие наиболее известными книги Гросса: «Соседи…» — посвящена массовому убийству евреев 1941 года в городке Едбавне. Книга «Страх…» — посвящена погрому 1946 года в Кельце, книга «Золотая жатва» — экономике концлагерей, состоявшей из использования ценностей жертв, прямого обмена, мародерства.

## Критика
В своем интервью, опубликованном в немецкой газете «Die Welt» 13 сентября 2015 года и озаглавленном «У восточноевропейцев нет чувства стыда», Гросс высказал следующее замечание: 

Поляки по праву гордились сопротивлением их общества нацистам, однако в действительности за время войны они убили больше евреев, чем немцев.
Оригинальный текст (нем.)Die Polen beispielsweise waren zwar zu Recht stolz auf den Widerstand ihrer Gesellschaft gegen die Nazis, haben aber tatsächlich während des Krieges mehr Juden als Deutsche getötet 

В связи с этим высказыванием посол Польши в Германии направил редакции «Die Welt» ноту протеста.

## Основные труды
- Jan Tomasz Gross. Neighbors: The Destruction of the Jewish Community in Jedwabne, Poland. — Princeton, NJ: Princeton University Press, 2001. — 240 p. ISBN 0-14-200240-2.
  - Ян Томаш Гросс. Соседи: История уничтожения еврейского местечка. (русск.пер. В. С. Кулагиной-Ярцевой). — М. : Текст, 2002. — 155 с. — ISBN 5-7516-0321-4
- Jan Tomasz Gross. Revolution from Abroad. The Soviet Conquest of Poland’s Western Ukraine and Western Belorussia. — Princeton: Princeton University Press, 2003. — 408 p. ISBN 0-691-09603-1.
- Jan Tomasz Gross. Fear: Anti-Semitism in Poland After Auschwitz. — New York, NY : Random House, 2006. — 320 p. ISBN 0-375-50924-0.
- Jan Tomasz Gross, Irena Grudzińska-Gross. Golden Harvest. — New York: Oxford University Press, 2012. — 160 p. ISBN 978-0-19-973167-1.
  - Ян Томаш Гросс, Ирена Грудзиньская-Гросс. Золотая жатва. О том, что происходило вокруг истребления евреев. / Пер. с польск. Леонида Мосионжника. — М.,СПб.: Нестор-История, 2017. — 152 с. — ISBN 978-5-4469-1205-6.